# In the Beginning
In the Beginning är det första samlingsalbumet med amerikanska technical death metal-bandet Nile, som gavs ut 28 november 1999 av skivbolaget Relapse Records. Albumet innehåller de två EP-albumen Festivals of Atonement från 1995 och Ramses Bringer of War (demo) från 1997. LP-versionen av albumet är begränsad till 1000 kopior. Låtarna "Immortality Through Art" och "Godless" är separat listade på insidan av bookleten.

## Låtförteckning
1. "Divine Intent" – 6:26
2. "The Black Hand of Set" – 2:22
3. "Wrought" – 8:45
4. "Immortality Through Art" / "Godless" – 5:15
5. "Extinct" – 9:35
6. "The Howling of the Jinn" (demo) – 2:22
7. "Ramses Bringer of War" (demo) – 4:56
8. "Der Rache Krieg Lied der Assyriche" (demo) – 2:45

## Medverkande
Musiker (Nile-medlemmar):
Festival of Atonement
- Karl Sanders – gitarr, sång
- Chief Spires – basgitarr, sång
- Pete Hammoura – trummor, slagverk

Ramses Bringer of War
- Karl Sanders – gitarr, sång
- Chief Spires – basgitarr, sång
- Pete Hammoura – trummor, sång
- John Ehlers – gitarr

Produktion:
Festivals of Atonement / Ramses Bringer of War
- Earl Sanders – producent
- Jimmy Ennis – producent, ljudtekniker